# Qanat Mussin

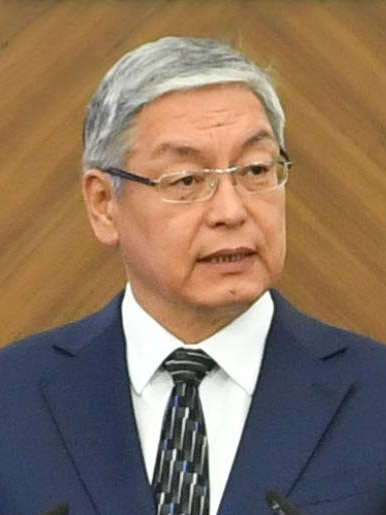
Qanat Mussin

Qanat Sergejuly Mussin (kasachisch Қанат Сергейұлы Мусин; * 27. Februar 1966 in Zelinograd, Kasachische SSR, UdSSR) ist ein kasachischer Politiker und Jurist.

## Biographie
Mussin wurde 1966 in Zelinograd, der heutigen Hauptstadt Kasachstans, geboren. Er studierte Rechtswissenschaften an der Staatlichen E.A.Buketov Universität Qaraghandy.
Zwischen 1984 und 1989 war er in verschiedenen Ämtern am Volksgericht des Bezirks Lenin der Stadt Zelinograd tätig. Anschließend stand er von 1989 bis 1998 im Dienst in der Staatsanwaltschaft der Stadt Tselinograd, wo er auch die Position des stellvertretenden Staatsanwalts der Stadt innehatte. 1998 stieg Mussin zum stellvertretenden Staatsanwalt in der Region Nordkasachstan und zum ersten stellvertretenden Staatsanwalt des Gebiets Schambyl auf.
Von 2001 bis 2007 folgte der Dienst bei der kasachischen Finanzpolizei, wobei Mussin die Funktion des stellvertretenden Abteilungsleiters für die Bekämpfung der Wirtschafts- und Korruptionskriminalität in der Region Westkasachstan bekleidete. Von 2007 bis 2010 war Mussin im Stab des Sicherheitsrates der Republik Kasachstan tätig und stieg hier bis zum stellvertretenden Sekretariatsleiter auf. Von 2010 bis 2012 war er erster stellvertretender Staatsanwalt der Region Nordkasachstan. 2012 wurde Mussin zum Leiter des Justizministeriums der Stadt Astana ernannt.
Nach der Parlamentswahl 2016 zog er als Abgeordneter für die Partei Nur Otan in die Mäschilis, das Unterhaus des kasachischen Parlaments, ein. Hier war er Mitglied des Ausschusses für Gesetzgebung und Justiz- und Rechtsreformen. Fünf Jahre später nach der Wahl 2021 wurde er wiedergewählt für einen Sitz in der Mäschilis.
Am 10. Juni 2021 wurde er zum Richter am Obersten Gerichtshof Kasachstans ernannt. Nach etwa einem halben Jahr in diesem Amt wurde er aber bereits am 11. Januar 2022 im Kabinett von Älichan Smajylow zum Justizminister Kasachstans ernannt. Nachdem das Verfassungsgericht der Republik Kasachstan zum 1. Januar 2023 wieder etabliert wurde, wurde Mussin zum Richter an das Gericht berufen.